# Teknologiformidler
Teknologiformidler er en 1½ -2 årig ungdomsuddannelse for unge under 25 år, som vil arbejde kreativt med teknologi og har lyst til at udforske nye kommunikationsformer inden for foto, video, lyd, lys og computerkraft. Uddannelsen er et linjefag der udbydes på KUU Aarhus og undervisningen finder sted på Kompetencehuset i Aarhus.